# День шахтаря (фільм)
«День шахтаря» (фр. Le jour du mineur) — повнометражний фільм про шахтарське українське село, який відзняв французький режисер Гаель Мокаер.

## Опис
В українському селі справляють напівкарнавальну церемонію в застарілому радянському стилі. Аж раптом — шахта — така ж нещадна, як тюрма. Щоб захиститися від хаосу, всі ховаються за своїми реєстраційними номерами, як талісманами. Камера переносить глядачів глибоко в надра землі, яка поглинає і водночас годує, зігріває і просвітлює своїх дітей. У цей убогий, виснажливий, задушливий, тьмяний і тісний світ повзком вторгаються, брязкаючи металом і здіймаючи пил, зігнуті чоловіки. Свято, означене кількома надувними кульками, дає цим чоловікам трохи перепочити від повсякденності. Та чи справді їм дихається легше на поверхні?..